# Luca Zaia

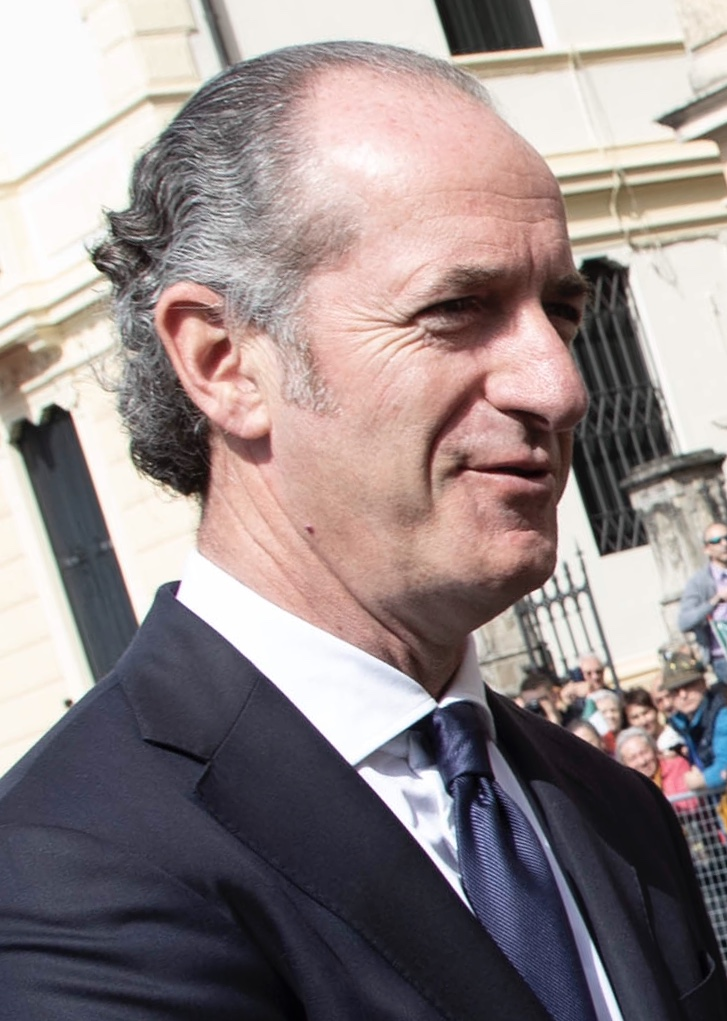
Luca Zaia (2019)

Luca Zaia (* 27. März 1968 in Conegliano, Provinz Treviso) ist ein italienischer Politiker der Lega und Unternehmer. Er ist amtierender Präsident der Region Venetien. In der vierten Regierung von Silvio Berlusconi war er bis März 2010 italienischer Land- und Forstwirtschaftsminister.

## Politischer Werdegang

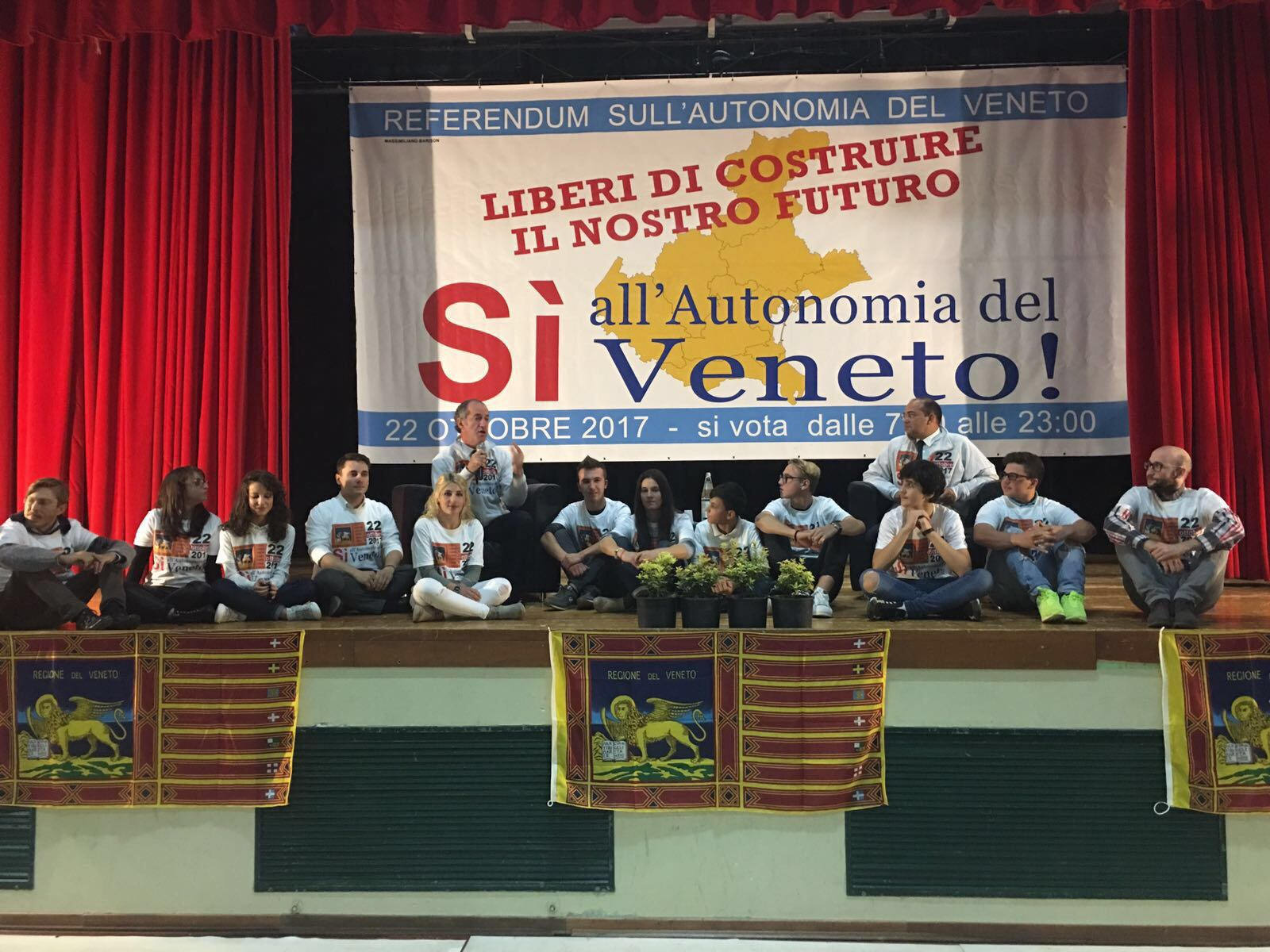
Oktober 2017

Zaia ist Sohn eines Automechanikers. Nach dem Erwerb eines Diploms an der Scuola enologica Giovanni Battista Cerletti in Conegliano hat Zaia Agrarwissenschaft mit einer Spezialisierung auf die Tierproduktion an der Universität Udine studiert. Für seine Partei, die Lega Nord, saß er zunächst im Gemeinderat von Godega di Sant’Urbano. Im Juni 1997 wurde er zum Provinzpräsidenten von Treviso gewählt und in diesem Amt am 9. Juni 2002 mit 69,2 % der Stimmen in einer Stichwahl bestätigt.
Im Mai 2005 wurde er nach dem Sieg des Mitte-rechts-Bündnisses Casa delle Libertà bei den Regionalwahlen zum Vizepräsidenten der Region Venetien ernannt und übernahm das Amt des regionalen Assessors für Landwirtschaft und Tourismus. Von Mai 2003 bis April 2008 saß er zudem im Stadtrat von Treviso und hat seit Juli 2006 einen Sitz im Provinzrat seiner Heimatprovinz.
Am 8. Mai 2008 wurde er mit dem Amtsantritt der neuen Regierung aus Popolo della Libertà, Lega Nord und Movimento per l’Autonomia zum italienischen Land- und Forstwirtschaftsminister ernannt. Damit war er der einzige Minister im vierten Kabinett Berlusconi, der noch nie für eine der beiden nationalen Parlamentskammern kandidiert hatte. Zuvor widmete er sein politisches Wirken vielmehr der heimatlichen Marca Trevigiana, für die er in seinen lokalen Ämtern vor allem verkehrs- und fremdenverkehrspolitische Akzente setzte.
Luca Zaia wurde am 28. und 29. März 2010 mit 60,15 % der Stimmen zum neuen Präsidenten der Region Venetien gewählt. Unterstützt wurde der Wahlkampf durch den Benetton-Thinktank Fabrica. Die Lega Nord ging mit 35,15 % als stärkste Partei in dieser Region hervor. Nach dem Wahlsieg sprach er sich gegen eine Abspaltung „Padaniens“ von Italien aus: „Ich bin zwar für Autonomie und Föderalismus, aber nur so wie ihn unsere Verfassung vorsieht und nicht gegen sie“.
Wie schon zuvor im Ministeramt wendet er sich als Präsident der Region Venetien gegen die Einwanderung.
Zaia wurde bei den Regionalwahlen am 31. Mai 2015 mit 50,9 % der abgegebenen Stimmen zum zweiten Mal und bei den Regionalwahlen am 20. September 2020 mit 76,8 % der abgegebenen Stimmen zum dritten Mal im Amt bestätigt.